# Fornelos (Fafe)

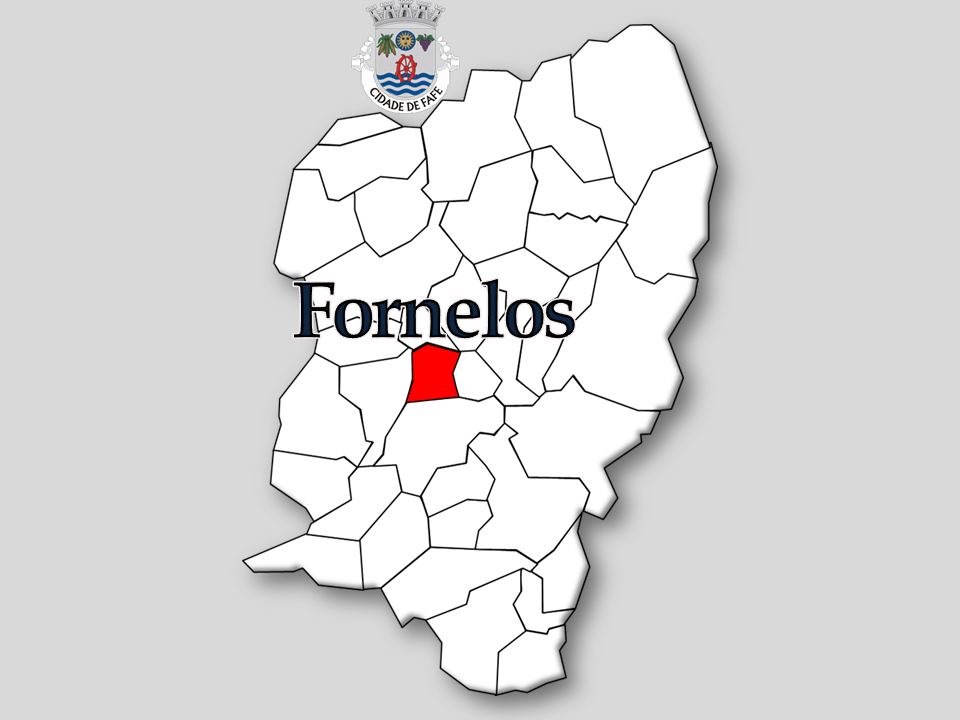
Localização da Freguesia de Fornelos no Município de Fafe

Fornelos é uma povoação portuguesa sede da Freguesia de Fornelos do Município de Fafe, freguesia com 2,45 km² de área e 1352 habitantes (censo de 2021), tendo, por isso, uma densidade populacional de 551,8 hab./km².

## Demografia
A população registada nos censos foi:
| Ano  | 0-14 Anos | 15-24 Anos | 25-64 Anos | > 65 Anos |
| 2001 | 272       | 250        | 746        | 162       |
| 2011 | 200       | 164        | 791        | 219       |
| 2021 | 168       | 136        | 728        | 320       |

## Património
- Casa, Solar ou Quinta da Luz, (portões, muros, fontes, capela)
- Quinta do Minhoto